# Неттуно
Нетту́но (итал. Nettuno) — курортный город и коммуна в Италии в области Лацио. Расположен на берегу Тирренского моря близ Анцио, на расстоянии около 55 км к югу от Рима. Является частью Римской агломерации. Население города на 2018 год составляет 49 852 человека. Назван в честь древнеримского бога морей Нептуна.

## Город
Покровительницей города почитается Пресвятая Богородица (Madonna delle Grazie), празднование в первую субботу мая.
В отличие от Анцио, где в античности стоял дворец Нерона и откуда происходит «Боргезский борец», Неттуно не имеет столь древней истории. На островке Астура высится средневековый замок семейства Франкопанов. Неплохо сохранился старый город, заложенный в IX веке сарацинами. Чезаре Борджиа повелел Антонио да Сангалло в 1503 году укрепить центр города.
Помимо внушительных укреплений Сангалло, в городе уцелела приморская вилла Боргезе (середина XVII века). Американское кладбище под городом — дань памяти высадке союзников в районе Неттуно в 1944 году. В Неттуно действует яхт-клуб для жителей итальянской столицы и туристов. Паломников сюда привлекают мощи католической мученицы Марии Горетти.

## Спорт
Самым популярным спортом в Неттуно является бейсбол. В городе он появился в 1944 году вместе с американскими войсками, которые вели наступление на Рим. Игра стала популярной у местных жителей. Городская команда является многократным чемпионом Италии, победителем европейских турниров. Несколько уроженцев города выступало за клубы Главной лиги бейсбола.
В 2009 года Неттуно стал одним из городов, принимавших игры Кубка мира по бейсболу. Здесь прошли матчи полуфинальных групп и финал турнира.

## Известные жители
- Хосе Гальегос-и-Арноса — испанский художник-импрессионист. Владел виллой в Неттуно, похоронен здесь.